# Vittorino Veronese

Vittorino Veronese (1910-1986) foi um advogado italiano, Director Geral da UNESCO entre 1958 e 1961.
Com um doutoramento em direito, e como advogado, tomou rapidamente interesse a problemas sociais e educativos e à cooperação internacional. Após o derrube de Benito Mussolini subiu um posto maior na banca e fez-se Secretário Geral, e posteriormente Presidente do Instituto Católico para a Actividade Social e de Azione Cattolica (1944-1952). Membro da mesa executiva da UNESCO entre 1952 e 1956 e presidente da mesa de 1956 a 1958, foi nomeado Director Geral em 1958 mas foi demitido por razões de saúde em 1961. Morreu em 1986.